# Furnes Umlaufbahn
De Furnes Umlaufbahn is een gondelbaan in Italië. De gondelbaan is onderdeel van Skiregio Gröden-Seiseralm. Vanuit het dalstation, dat ligt in de wintersport plaats Sankt Ulrich, loopt de gondelbaan langs een buitenwijk van Sankt Ulrich naar het bergstation Furnes, dat is gelegen in een langlaufgebiet. In het bergstation van de gondelbaan kan men overstappen naar de Seceda Seilbahn, die naar het skigebied Seceda gaat.
De gondelbaan is in 1999 gereed gekomen.